# Perce, mon ami, perce !
Perce, mon ami, perce ! (Punch, Brothers, Punch!) est une nouvelle de Mark Twain, publiée en février 1876 dans l'Atlantic Monthly, sous le titre A Literary Nightmare (Un cauchemar littéraire).

## Historique du texte
Le texte est inspiré d'un poème écrit par Noah Brooks et Isaac Bromley, publié en septembre 1875 dans le New York Tribune, et qui devint très populaire.
Dans Qu'est-ce que l'homme ?, l'impossibilité de se sortir une musique de l'esprit est utilisée par Twain pour prouver que l'homme n'est pas à l'origine de ses pensées. Il avait utilisé comme exemple Perce, mon ami, perce !, avant de le remplacer par un autre pour pouvoir publier son essai de manière anonyme.

## Résumé
Le narrateur, nommé Mark, lit des vers dans un journal, et ne parvient plus à les sortir de son esprit.
| Le texte de la ritournelle (ou jingle) en anglais : Conductor, when you receive a fare, Punch in the presence of the passenjare! A blue trip slip for an eight-cent fare, A buff trip slip for a six-cent fare, A pink trip slip for a three-cent fare, Punch in the presence of the passenjare! CHORUS Punch, brothers! punch with care! Punch in the presence of the passenjare! | Traduction de Gabriel de Lautrec Conducteur, quand tu reçois l'argent, Perce, en présence du voyageur, Un ticket bleu de dix cents, Un ticket brun de huit cents, Un ticket rose de quatre cents, Perce en présence du voyageur ! En chœur : Perce, mon ami, perce avec soin, Perce en présence du voyageur ! |

Obsédé par ces vers, le narrateur perd toute concentration et devient incapable de travailler et d'écrire. C'est dans cet état d'incapacité mentale qu'il rencontre deux jours plus son tard son ami le révérend M. avec qui il fait une marche. Celui-ci remarque l'état du narrateur ;
— Mark, êtes-vous souffrant ? Vous me paraissez aujourd'hui terriblement abattu, hagard et distrait. Voyons, qu'avez-vous ? »
D'un air lugubre, sans enthousiasme, je lui répondis : « Perce, mon ami, perce avec soin, perce en présence du voyageur. »
En apprenant le poème au révérend, le narrateur se débarrasse de son obsession, se sent soulagé et retourne à une vie normale, mais il a transmis la même obsession à son ami.

## Édition
- Punch, Brothers, Punch! and other Sketches, Slote, Woodman and Co., New-York, 1878

## Traduction en français
- Perce, mon ami, perce !, in Contes choisis, traduits par Gabriel de Lautrec, Société du Mercure de France, 1900